# Mentzelia strigosa
Mentzelia strigosa är en brännreveväxtart som beskrevs av Carl Sigismund Kunth. Mentzelia strigosa ingår i släktet Mentzelia och familjen brännreveväxter. Inga underarter finns listade i Catalogue of Life.